# Hiptage elliptica
Hiptage elliptica är en tvåhjärtbladig växtart som beskrevs av Jean Baptiste Louis Pierre. Hiptage elliptica ingår i släktet Hiptage och familjen Malpighiaceae. Inga underarter finns listade i Catalogue of Life.